# Política de fusión
La Política de fusión fue una corriente de opinión política en Uruguay a mediados del siglo XIX, que tuvo en Andrés Lamas uno de sus máximos exponentes teóricos y que se materializó políticamente en la formación de la Unión Liberal en 1855.

## Reseña
Luego de finalizada la Guerra Grande quedaron delineadas dos grandes corrientes de opinión. Por una parte, dirigentes urbanos de los partidos Blanco y Colorados llamados coloquialmente "doctores" debido a su calidad de intelectuales, impulsaron la "política de fusión", mientras que por otra parte, dirigentes rurales, llamados "caudillos" llevaron adelante la "política de pactos". Ambas corrientes buscaban la pacificación del territorio y dejar atrás los males ocasionados por los continuos enfrentamientos internos que tuvieron su punto más alto en la Guerra Grande. Por un lado la "política de fusión" veía en el caudillismo y la forma de explotación económica de la campaña las causas de los males de la República y propugnaban la creación de un nuevo partido político eliminando los viejos bandos en disputa. Por otra parte la "política de pactos" impulsaba el entendimiento a través de acuerdos entre los partidos en disputa sin renegar de sus divisas.
Uno de los expositores teóricos más importantes de la política de fusión fue el antiguo integrante del Gobierno de la Defensa, Andrés Lamas, quien desde Río de Janeiro afirmó en su manifiesto:

Primero de todo preguntémonos: ¿Qué representan esas divisas blancas y esas divisas coloradas? Representan las desgracias del país, las ruinas que nos cercan, la miseria y el luto de las familias, la vergüenza de haber andado pordioseando en los dos hemisferios, la necesidad de las intervenciones extranjeras, el descrédito del país, la bancarrota con todas sus amargas humillaciones, odios, pasiones, miserias personales.

¿Qué es lo que divide hoy a un blanco de un colorado? Lo pregunto al más apasionado, y el más apasionado no podrá mostrarme un solo interés nacional, una sola idea social, un solo pensamiento de gobierno en esa división. Mía es esa fórmula de la pacificación de 8 de octubre de 1851: “Ni vencidos ni vencedores”. Pero concebí entonces, como concibo ahora, la imposibilidad práctica de toda fusión mientras se conserven las antiguas denominaciones. Tan mala es una de esas divisas como la otra. Rompo pública y solemnemente esa divisa colorada, que hace muchos años que no es la mía, que no volverá a ser la mía jamás. No tomo, no, la divisa blanca, que no fue la mía, que no la será jamás. Repudiando las divisas, repudio la  guerra civil representadas por ellas. ¿Cuál sería el programa del nuevo partido, del partido en que se reunieran los que dejen de ser blancos y los que dejen de ser colorados? Ante todo, el Estado Oriental del Uruguay es y será para siempre libre independiente de todo poder extranjero. Jamás será el patrimonio de persona ni de familia alguna. Repetimos: no hay confianza, no puede haberla sin que salgamos del pantano de nuestros antiguos partidos, sin que nos unamos.  Siempre habrá partidos: pero hagamos partidos pacíficos, legales, que representen cosas y no nombres...”
Manifiesto dirigido a los compatriotas. Dr. Andrés Lamas (fragmento), 1855.

En la línea de esta política, la Asamblea General elegida tras la Guerra Grande tuvo la intención de designar a una figura que pudiera concitar el consenso al no estar demasiado vinculado a ninguna de las divisas. Esa figura fue Eugenio Garzón, pero tras su repentina muerte se terminó designando a Juan Francisco Giró el cual asumió el 1 de marzo de 1852. Giró había estado vinculado al Gobierno del Cerrito y fue obligado a renunciar de su cargo ante un nuevo enfrentamiento civil, esta vez liderado por el colorado Melchor Pacheco y Obes.
La manifestación política de la "política de fusión" fue la fundación de la Unión Liberal en 1855, cuyo programa de gobierno pretendía sintetizar lo que consideraban los mejores rasgos de los partidos Blanco y Colorado.
En 1855 el caudillo blanco Manuel Oribe y el colorado Venancio Flores suscribieron el 11 de noviembre de 1855 el "Pacto de la Unión" por el cual ambos se comprometieron a no presentarse a las siguientes elecciones y apoyar a un candidato común que fue Gabriel Antonio Pereira quien finalmente fue elegido.
Esto puede verse como una victoria de la "política de pactos" ya que el triunfo de Pereira fue producto del pacto entre Oribe y Flores. No obstante también es analizado como una victoria de las ideas de fusión ya que Pereira no respondía a ningún partido. En una carta confidencial a los líderes partidarios afirmó "La autoridad que hoy preside la República ha declarado que no reconoce partidos, aunque los respeta en el libre ejercicio de sus opiniones y de sus derechos [...], y ha proclamado la unión de los orientales bajo la sombra de la [bandera] nacional, cuyo sostén y defensa incumbe a todos sin excepciones".